# هنري لويس (موزع)
هنري لويس (بالإنجليزية: Henry Lewis)‏ هو موزع أمريكي، ولد في 16 أكتوبر 1932 في لوس أنجلوس في الولايات المتحدة، وتوفي في 26 يناير 1996 في نيويورك في الولايات المتحدة بسبب نوبة قلبية.

## وصلات خارجية
- هنري لويس على موقع ميوزك برينز (الإنجليزية)
- هنري لويس على موقع إن إن دي بي (الإنجليزية)
- هنري لويس على موقع ديسكوغز (الإنجليزية)